# 迈耶狸藻
迈耶狸藻（學名：Utricularia meyeri）为狸藻属似多年中型食虫植物。其种加词“meyeri”来源于德国植物采集者H·迈耶（H. Meyer）。迈耶狸藻为巴西马托格罗索州东部和戈亚斯州西部的特有种。迈耶狸藻陆生于沼泽或季节性积水的草地或湿地中，海拔分布范围为400米至600米。1901年，罗伯特·克努兹·弗里德里希·皮尔格（Robert Knud Friedrich Pilger）正式描述了迈耶狸藻。1967年，彼得·泰勒将其视为竖花狸藻（U. erectiflora）的同物异名。但之后他检查了两者的种子电子显微镜照片，又再次将它们分为了两个物种。

## 外部連結
- 食虫植物照片搜寻引擎中迈耶狸藻的照片 （页面存档备份，存于）

 维基共享资源上的相關多媒體資源：迈耶狸藻
 維基物種上的相關：迈耶狸藻